# Distrito de Lesparre-Médoc
El distrito de Lesparre-Médoc es un distrito (en francés arrondissement) de Francia, que se localiza en el departamento de Gironda (en francés Gironde), de la región de Aquitania. Cuenta con 4 cantones y 32 comunas.

## División territorial

### Cantones
Los cantones del distrito de Lesparre-Médoc son:
1. Cantón de Lesparre-Médoc
2. Cantón de Pauillac
3. Cantón de Saint-Laurent-Médoc
4. Cantón de Saint-Vivien-de-Médoc

### Comunas
| 1. Blaignan (33055)               | 2. Bégadan (33038)               | 3. Carcans (33097)                   | 4. Cissac-Médoc (33125)              |
| 5. Civrac-en-Médoc (33128)        | 6. Couquèques (33134)            | 7. Gaillan-en-Médoc (33177)          | 8. Grayan-et-l'Hôpital (33193)       |
| 9. Hourtin (33203)                | 10. Jau-Dignac-et-Loirac (33208) | 11. Lesparre-Médoc (33240)           | 12. Naujac-sur-Mer (33300)           |
| 13. Ordonnac (33309)              | 14. Pauillac (33314)             | 15. Prignac-en-Médoc (33338)         | 16. Queyrac (33348)                  |
| 17. Saint-Christoly-Médoc (33383) | 18. Saint-Estèphe (33395)        | 19. Saint-Germain-d'Esteuil (33412)  | 20. Saint-Julien-Beychevelle (33423) |
| 21. Saint-Laurent-Médoc (33424)   | 22. Saint-Saveur (33471)         | 23. Saint-Seurin-de-Cadourne (33476) | 24. Saint-Vivien-de-Médoc (33490)    |
| 25. Saint-Yzans-de-Médoc (33493)  | 26. Soulac-sur-Mer (33514)       | 27. Talais (33521)                   | 28. Valeyrac (33538)                 |
| 29. Vendays-Montalivet (33540)    | 30. Vensac (33541)               | 31. Le Verdon-sur-Mer (33544)        | 32. Vertheuil (33545)                |